# Courbevoie
Courbevoie település Franciaországban, Hauts-de-Seine megyében. Lakosainak száma 81 945 fő (2022. január 1.).

## Fekvése
Courbevoie Asnières-sur-Seine, Levallois-Perret, Neuilly-sur-Seine, Puteaux, Nanterre, La Garenne-Colombes és Bois-Colombes községekkel határos.

## Népesség
A település népességének változása:
| Lakosok száma | 85 523 | 83 136 | 82 351 | 81 719 | 82 198 | 81 558 | 82 074 | 81 516 | 81 945 |
|               | 2013   | 2015   | 2016   | 2017   | 2018   | 2019   | 2020   | 2021   | 2022   |

## Híres szülöttei
- Louis de Funès, francia komikus színész

## Gazdasági élete
1905-től a Delage autógyár telephelye volt.